# Coloradoa moralesi
Coloradoa moralesi är en insektsart. Coloradoa moralesi ingår i släktet Coloradoa och familjen långrörsbladlöss. Inga underarter finns listade i Catalogue of Life.